# Cook Out 400
Das Cook out 400 ist ein traditionelles Rennen in der NASCAR Cup Series, das auf dem Richmond International Raceway bei Richmond, Virginia ausgetragen wird. Seit der Einführung des Play-off-Formats Chase for the Sprint Cup im Jahre 2004 ist es das letzte Rennen der regulären Saison, seit der Saison 1991 wird es als Nachtrennen ausgetragen. Bekannt ist es unter anderem wegen der Konzerte, die im Rahmen der Rennveranstaltung abgehalten werden.
Weil das Rennen normalerweise um die Zeit des Patriot Days abgehalten wird, gehört die Pledge of Allegiance jeweils zur Zeremonie vor dem Rennen.

## Konzerte
- 2007: Daughtry
- 2006: Barenaked Ladies
- 2005: Nickelback
- 2004: Collective Soul
- 2003: Trapt, Uncle Kracker und Hootie and the Blowfish

## Sieger
- 2014: Brad Keselowski
- 2013: Carl Edwards
- 2012: Clint Bowyer
- 2011: Kevin Harvick
- 2010: Denny Hamlin
- 2009: Denny Hamlin
- 2008: Jimmie Johnson
- 2007: Jimmie Johnson
- 2006: Kevin Harvick
- 2005: Kurt Busch
- 2004: Jeremy Mayfield
- 2003: Ryan Newman
- 2002: Matt Kenseth
- 2001: Ricky Rudd
- 2000: Jeff Gordon
- 1999: Tony Stewart
- 1998: Jeff Burton
- 1997: Dale Jarrett
- 1996: Ernie Irvan
- 1995: Rusty Wallace
- 1994: Terry Labonte
- 1993: Rusty Wallace
- 1992: Rusty Wallace
- 1991: Harry Gant
- 1990: Dale Earnhardt
- 1989: Rusty Wallace
- 1988: Davey Allison
- 1987: Dale Earnhardt
- 1986: Tim Richmond
- 1985: Darrell Waltrip
- 1984: Darrell Waltrip
- 1983: Bobby Allison
- 1982: Bobby Allison
- 1981: Benny Parsons
- 1980: Bobby Allison
- 1979: Bobby Allison
- 1978: Darrell Waltrip
- 1977: Neil Bonnett
- 1976: Cale Yarborough
- 1975: Darrell Waltrip
- 1974: Richard Petty
- 1973: Richard Petty
- 1972: Richard Petty
- 1971: Richard Petty
- 1970: Richard Petty
- 1969: Bobby Allison
- 1968: Richard Petty
- 1967: Richard Petty
- 1966: David Pearson
- 1965: David Pearson
- 1964: Cotton Owens
- 1963: Ned Jarrett
- 1962: Joe Weatherly
- 1961: Joe Weatherly
- 1960: Speedy Thompson
- 1959: Cotton Owens